# Cayo Fragoso
Cayo Fragoso est une partie de l'archipel Sabana-Camagüey dans l'océan Atlantique, sur le littoral nord de Cuba. Elle appartient administrativement à la province de Villa Clara.
Située entre Cayos de Pajonal et Cayo Francés, elle mesure environ 40 kilomètres de long et possède 15 kilomètres de plages de sable blanc.